# Marius Gautier
Marius Gautier (Gouderak, 7 maart 1894 – Berkenwoude, 7 februari 1955) was een Nederlands politicus. 
Hij werd geboren als zoon van burgemeester Frederik Sophie Wilhelm Gautier en Teuntje Johanna Smit. Zijn vader was onder andere burgemeester van Berkenwoude. In 1920 volgde Marius zijn oudere broer Adrianus op als burgemeester van  Berkenwoude. Na de bevrijding in 1945 werd hij gestaakt maar hij kon uiteindelijk aanblijven. Tijdens zijn burgemeesterschap overleed Gautier in 1955 op 60-jarige leeftijd. 
Zijn schoonzoon J.H. Vijgeboom was eveneens burgemeester. 